# Андрејка Чуфер
Андрејка Чуфер (словен. Andrejka Čufer) је словеначка сликарка и вајарка.

## Биографија
Рођена је 1961. у месту Јасенице у Словенији. Дипломирала је вајараство на Академији за ликовну уметност и вајарство у Љубљани 1985. године. Бави се сликарством, техником осветљавања скулптура рађених од папира, илустровањем и дизајном. Освојила је више домаћих и међународних награда. Живи и ради у месту Врба у Словенији где има свој уметнички студио.
Самосталне изложбе:
- 1998. Додир папира, Галерија Шивчева кућа, Радовљица
- 1999. Додир папира, Галерија савремене уметности, Цеље
- 2002. Преплетанке, Галерија ТР3, Љубљана
- 2006. Додир погледа, Галерија Хермана Печарича Архивирано на веб-сајту  (28. јануар 2012), Пиран
- Пролећни узорци, Словеначки научни институт Архивирано на веб-сајту  (22. јун 2012), Беч

Групне изложбе:
- 1999. „Winsor&Newton” - награда и изложба на међународном такмичењу у Лондону
- 2005. Ауторска књига уметника[а][1], Галерија П74 и Међународни графички ликовни центар, Љубљана
- 2007. Супернова, Аустријски културни центар, Братислава
- 2007. “Rags in the Wind III”-Додир, међународни пројекат у организацији Слободних међународних уметника(енгл. Free International  Artists), Мозирски гај - парк цвећа
- 2009. „9+9, Artists’ Books and Artists“[мртва веза], Међународни графички ликовни центар, Љубљана

„Буква“ - изложба књига и посебно признање за најлепшу библиофилску књигу на Словеначком сајму књига, Љубљана
„Ex tempore“ - награда и изложба за најбоље дело рађено техником акварела, Обалске галерије Пиран
Објавила је двојезичну књигу својих радова „Нит/Thread“.
Током 1999. године започиње сарадњу са Поштом Словеније израђујући поштанске марке са ликовима знаменитих особа из словеначке историје и словеначких замкова. Сарадњу наставља током прве деценије XXI века циклусом „Словенска митологија“, која представља ликовни израз словенске религије кроз поштанске марке на којима су приказана словенска божанства Мокош, Перун, Весна, Сварог и други.